# Curve di correlazione

Immagine oscilloscopica di una funzione di correlazione simulata in laboratorio

Le curve di correlazione sono generate dagli algoritmi delle relative funzioni,  il loro studio è propedeutico allo sviluppo delle metodologie che consentono la scoperta sonar.
In questa trattazione le curve  s'intendono sempre calcolate tra due segnali: sono indicate come curve di correlazione incrociata.
Gli algoritmi che generano le curve, studiati per la scoperta di segnali elettrici coperti dal disturbo nelle apparecchiature sonar, si mettono in pratica tramite dispositivi indicati come correlatori elettronici o software.
Con gli algoritmi di correlazione si riesce ad individuare, ad esempio,  in mezzo al rumore di ampiezza {\displaystyle 10}, un segnale elettrico di ampiezza {\displaystyle 1.} 
La caratteristica di discriminazione dei segnali da parte dei citati algoritmi prevede uno studio delle curve degli stessi in base al tipo dei segnali e/o dispositivi d'utilizzazione al fine di ottimizzarne le proprietà in base al tipo d'impiego di necessità.
Lo studio prevede il tracciamento delle curve delle funzioni di correlazione in dipendenza di molte variabili quali:
Banda delle frequenze dei segnali ({\displaystyle 0-F\ \ o\ \ F1-F2} )
Tipo dei segnali (analogici o digitali) 
Rapporto tra le ampiezze dei segnali e dei disturbi 
Costante di tempo d'integrazione {\displaystyle rc}
Tempo di ritardo tra i segnali da correlare.
Tracciando le curve di correlazione, e lavorando sulle variabili, si può ottenere il profilo desiderato della funzione di correlazione che meglio sa adatta al tipo d'impiego .

## Applicazioni grafico numeriche
Le applicazioni presuppongono che i segnali acustici da correlare, generati da un semovente navale (la sorgente), giungano ad un sistema ricevente di due sensori dai quali prelevare le rispettive tensioni elettriche dei segnali stessi  .

### Curva di correlazione analogica C = f(t) banda 0-F

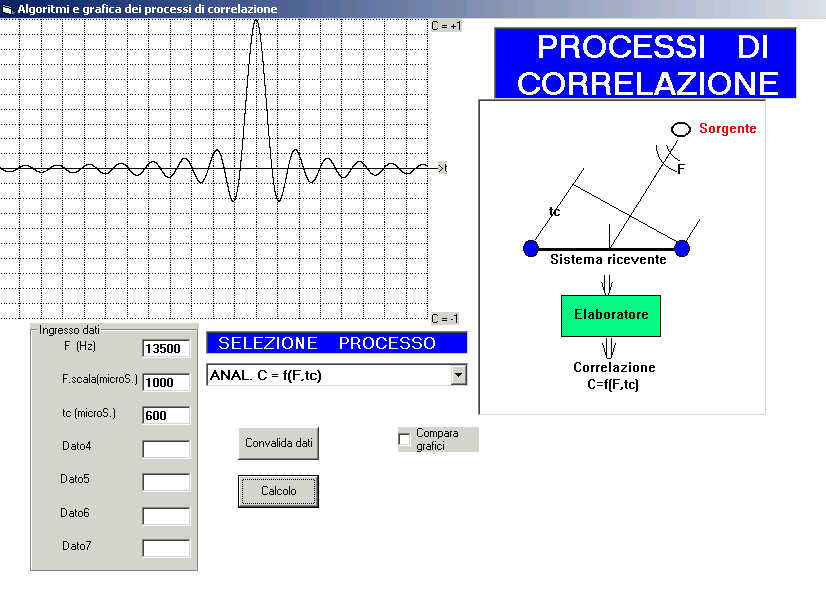
C = f(F,t): Funzione di correlazione analogica in banda 0-F

Si tratta di correlazione analogica  {\displaystyle C=f(t)}, normalizzata , in banda {\displaystyle 0-F} con  {\displaystyle F} in {\displaystyle Hz}, tra due segnali con ritardo {\displaystyle tc\ in\ \mu s}. tracciata in un reticolo cartesiano con fondo scala delle ascisse pari a F.scala {\displaystyle \ in\ \mu s}.
L'algoritmo di calcolo della funzione è:
{\displaystyle C(t)=\left[{\frac {\sin \ \{2\cdot \pi \cdot F\cdot (t-tc)\}}{2\cdot \pi \cdot F\cdot (t-tc)}}\right]\ \ \ }
Con questa serie di dati, ad esempio:
```
F = 13500 Hz 
```

```
tc = 600 

  

    

      

        
μ

        
s

      

    

    
{\displaystyle \mu s}

  

```

```
Fondo scala 

  

    

      

        
F

        
s

        
=

        
1000

        
 

        
μ

        
s

      

    

    
{\displaystyle Fs=1000\ \mu s}

  

. (  

  

    

      

        
50

        
 

        
μ

        
s

      

    

    
{\displaystyle 50\ \mu s}

  

 / div.)
```

si ottiene il grafico (asse x = tempo)  della funzione di correlazione riportato in figura:
La curva mostra il massimo di correlazione alla 12ª divisione delle ascisse corrispondente a {\displaystyle 600\ \mu s} con {\displaystyle C=+1} e profilo tondeggiante secondo {\displaystyle \operatorname {sen} x/x}.
La larghezza del lobo a {\displaystyle -3\ dB}  è di {\displaystyle .31.8\ \mu s}.
L'ampiezza massima dei lobi secondari è di {\displaystyle .0.1} .

### Curva di correlazione analogica C = f(t) banda F1-F2

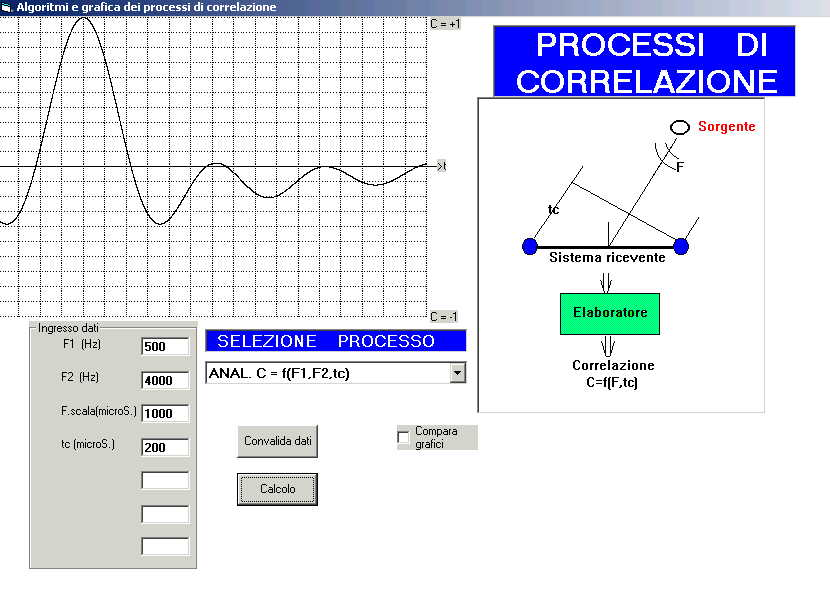
C = f(F1,F2,t); funzione di correlazione analogica in banda F1-F2

Si tratta di correlazione analogica  {\displaystyle C=f(t)}, normalizzata , in banda {\displaystyle F1-F2} con  {\displaystyle F} in {\displaystyle Hz}, tra due segnali con ritardo {\displaystyle tc\ in\ \mu s}. tracciata in un reticolo cartesiano con fondo scala delle ascisse pari a F.scala {\displaystyle \ in\ \mu s}.
L'algoritmo di calcolo della funzione è:
{\displaystyle C(t)=\left[{\frac {\sin \ (2\cdot \pi \cdot DF\cdot \{t-tc\})\cdot \cos \ (2\cdot \pi \cdot Fo\cdot \{t-tc\})}{(2\cdot \pi \cdot DF\cdot \{t-tc\})}}\right]\ \ \ }
Dove:
{\displaystyle DF=(F2-F1)/2}
{\displaystyle Fo=(F1+F2)/2}
Con questa serie di dati ad esempio: 
```
 F1 = 500 Hz
 F2= 4000 Hz
 tc = 200  

  

    

      

        
μ

        
s

      

    

    
{\displaystyle \mu s}

  

```

```
 Fondo scala Fs =1000 

  

    

      

        
μ

        
s

      

    

    
{\displaystyle \mu s}

  

 (50 

  

    

      

        
μ

        
s

      

    

    
{\displaystyle \mu s}

  

/div)
```

si ottiene il grafico della funzione di correlazione di figura:
La curva mostra il massimo di correlazione alla 4ª divisione delle ascisse
corrispondente a  {\displaystyle 200\ \mu s} con {\displaystyle C=+1}  e profilo tondeggiante secondo {\displaystyle \operatorname {sen} x/x}.
La larghezza del lobo a {\displaystyle -3\ dB} è di {\displaystyle 100\ \mu s}
L'ampiezza massima dei lobi secondari è di {\displaystyle 0.01}

### Curva di correlazione analogica C(b) in banda 0-F

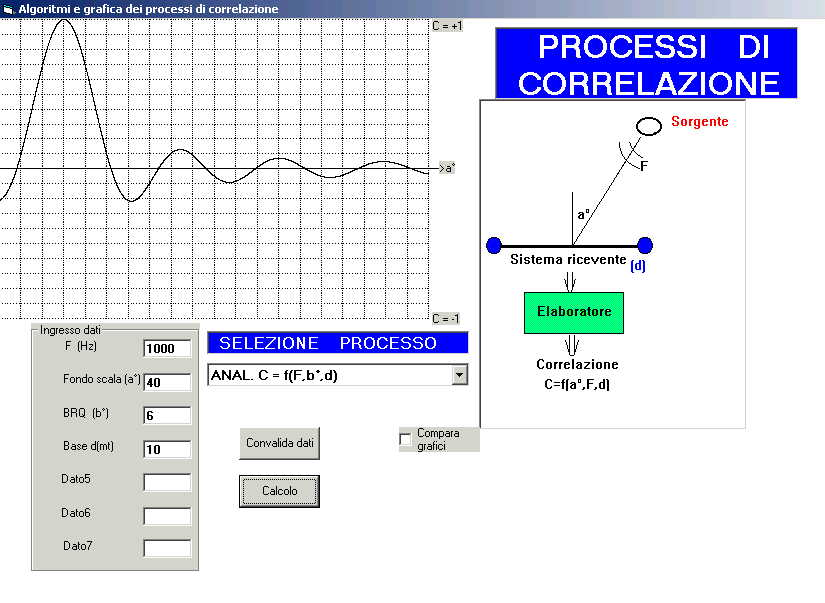
C = f(F,b,d); funzione di corr. analogica in banda 0-F

Si tratta di correlazione analogica  {\displaystyle C=f(b)} normalizzata, in banda {\displaystyle 0-F} con {\displaystyle F\ in\ Hz}, tra due segnali che colpiscono una base con una inclinazione Brq  = (b°)  in gradi, tracciata in un reticolo cartesiano con scala delle ascisse pari a Fondo scala (a°) in gradi; la lunghezza della Base d è espressa in metri {\displaystyle (m)}.
In questa sezione di calcolo la geometria del sistema ricevente invece del tempo prevede l'angolo {\displaystyle b} di puntamento con il max atteso per l'angolo {\displaystyle b}°; in questo esercizio le ascisse non sono dimensionate in tempo ma in gradi sessagesimali.
L'algoritmo di calcolo della funzione è:
{\displaystyle C(t)=\left[{\frac {\sin \ \{2\cdot \pi \cdot F\cdot (tv-tb)\}}{2\cdot \pi \cdot F\cdot (tv-tb)}}\right]\ \ \ }
dove:
{\displaystyle tv=m\operatorname {sen} b/1530} (b = variabile indipendente)
{\displaystyle tb=m\operatorname {sen} b^{o}/1530} (b° = direzione della sorgente)
Con questa serie di dati ad esempio: 
```
 F = 1000 Hz
 Fondo scala = 40° (2°/div)
 b° = 6°
 Lunghezza base = 10 m
```

otteniamo il grafico della funzione di correlazione:
La curva mostra il massimo di correlazione alla 3ª divisione delle ascisse
corrispondente a {\displaystyle 6}° con {\displaystyle C=+1} e profilo tondeggiante secondo {\displaystyle \operatorname {sen} x/x.}
La larghezza del lobo a {\displaystyle -3\ dB} è di {\displaystyle 4}°
L'ampiezza massima dei lobi secondari è di {\displaystyle 0.13}

### Curva di correlazione digitale C=f(t) in banda 0-F

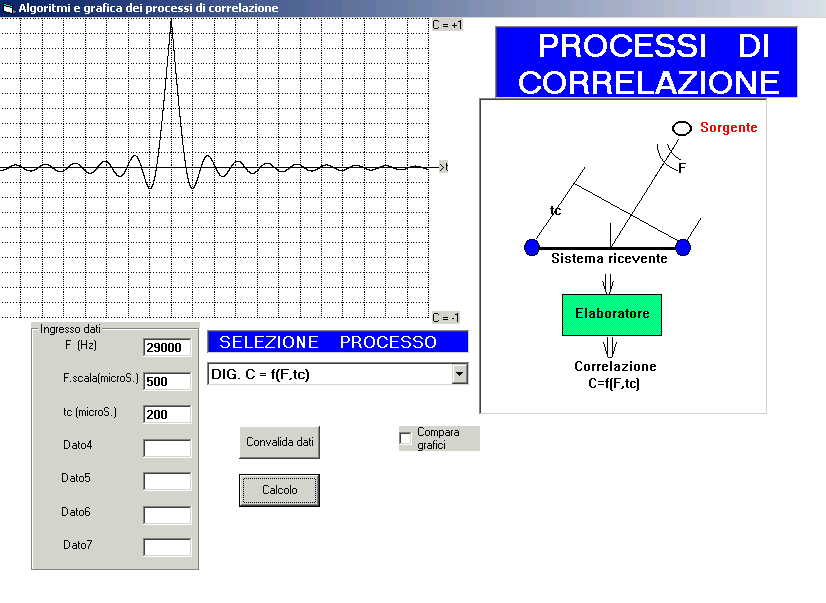
C = f(F1,tc); funzione di corr. digitale in banda 0-F

Si tratta di correlazione digitale  {\displaystyle C=f(t)} normalizzata, in banda {\displaystyle 0-F} con  {\displaystyle F} in {\displaystyle Hz}, tra due segnali con ritardo {\displaystyle tc\ in\ \mu s}. tracciata in un reticolo cartesiano con fondo scala delle ascisse pari a "F.scala" {\displaystyle \ in\ \mu s}
L'algoritmo di calcolo è:
{\displaystyle C(t)=(2/\pi )\ \arcsin \left[{\frac {\sin \ \{2\cdot \pi \cdot F\cdot (t-tc)\}}{2\cdot \pi \cdot F\cdot (t-tc)}}\right]\ \ \ }
Per queste variabili ad esempio:
```
F1 = 29000 Hz
tc = 200 microsec.
Fondo scala Fs = 500 

  

    

      

        
μ

        
s

      

    

    
{\displaystyle \mu s}

  

 (25  

  

    

      

        
μ

        
s

      

    

    
{\displaystyle \mu s}

  

/ div.)
```

si ottiene il grafico della funzione di correlazione:
La curva mostra il massimo di correlazione alla 8ª divisione delle ascisse
corrispondente a 200 {\displaystyle \mu s} con {\displaystyle C=+1} e profilo a cuspide secondo {\displaystyle \arcsin \ x/x.}
La larghezza del lobo a {\displaystyle -3\ dB} è di circa 5 {\displaystyle \mu s}.
L'ampiezza massima dei lobi secondari è di {\displaystyle 0.09}

### Curva di correlazione digitale in banda F1-F2

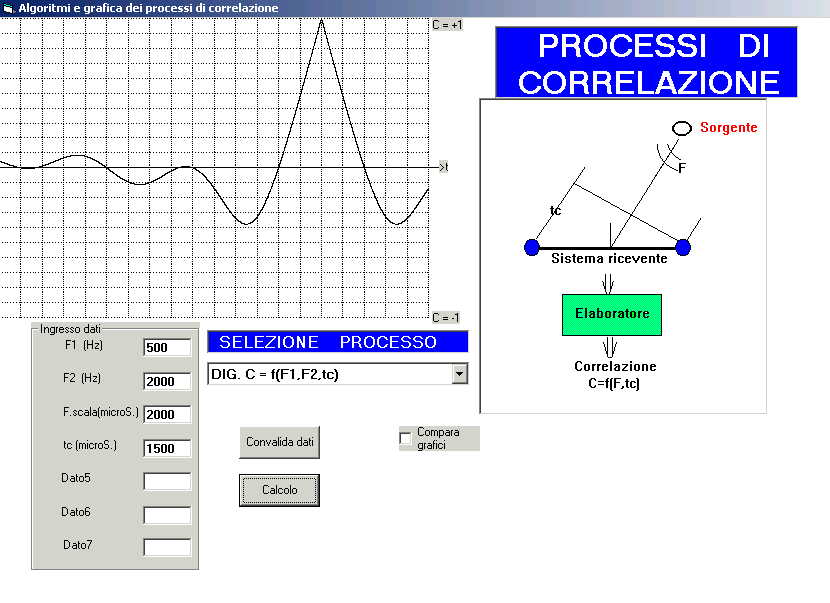
C = f(F1,F2,tc); funzione di corr. digitale in banda F1-F2

Si tratta di correlazione digitale  {\displaystyle C=f(t)} normalizzata, in banda {\displaystyle F1-F2} con  {\displaystyle F} in {\displaystyle Hz}, tra due segnali con ritardo {\displaystyle tc\ in\ \mu s}. tracciata in un reticolo cartesiano con fondo scala delle ascisse pari a "F.scala" {\displaystyle \ in\ \mu s}
L'algoritmo di calcolo è:
{\displaystyle C(t)=C(t)=(2/\pi )\ \arcsin \left[{\frac {\sin \ (2\cdot \pi \cdot DF\cdot \{t-tc\})\cdot \cos \ (2\cdot \pi \cdot Fo\cdot \{t-tc\})}{(2\cdot \pi \cdot DF\cdot \{t-tc\})}}\right]\ \ \ }
Dove:
{\displaystyle DF=(F2-F1)/2}
{\displaystyle Fo=(F1+F2)/2}
Con i dati ad esempio: 
```
F1 = 500 Hz
F2 = 2000 Hz
Fondo scala Fs = 2000 

  

    

      

        
μ

        
s

      

    

    
{\displaystyle \mu s}

  

 . (100 

  

    

      

        
μ

        
s

      

    

    
{\displaystyle \mu s}

  

. / div.)
tc = 1500 

  

    

      

        
μ

        
s

      

    

    
{\displaystyle \mu s}

  

```

si ottiene il grafico della funzione di correlazione:
La curva mostra il massimo di correlazione alla 15ª divisione delle ascisse
corrispondente a 1500 {\displaystyle \mu s}. con {\displaystyle C=+1} e profilo a cuspide secondo {\displaystyle \arcsin \ x/x.}
La larghezza del lobo a  {\displaystyle -3\ dB} è di {\displaystyle 120\ \mu s}.
L'ampiezza massima dei lobi secondari è di {\displaystyle 0.09}

### Curva di correlazione digitale C = f(t)  in presenza dei due segnali e del rumore del mare, in banda F1-F2

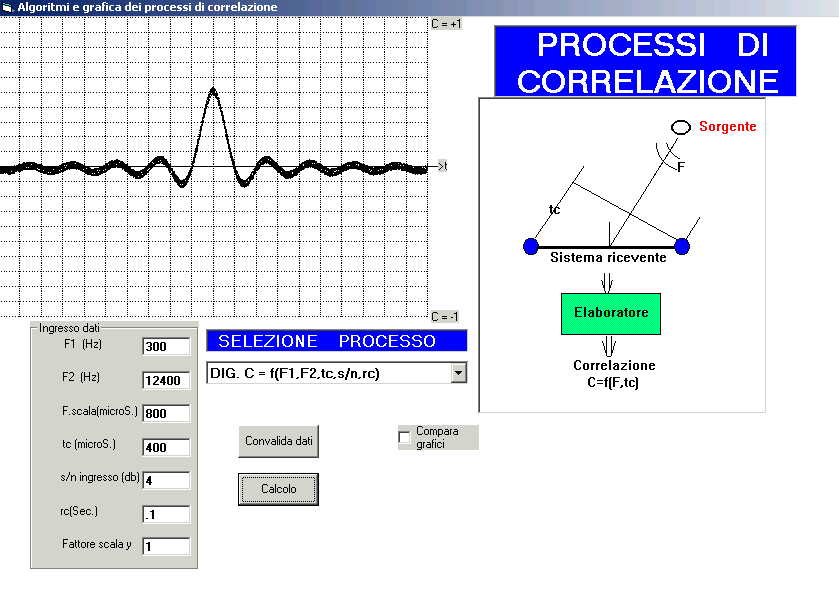
C = f(F1,F2,tc,s/n,rc); funzione di corr. digitale in banda F1-F2

In questo esercizio la funzione dipende,oltre che dal tempo, anche dal rapporto {\displaystyle s/n} (rapporto tra segnale e disturbo espresso in decibel) e dalla costante di tempo {\displaystyle rc} dell'integratore.
Il max è atteso al tempo {\displaystyle tc,}  l'ampiezza di questo dipende da {\displaystyle s/n} , la varianza da {\displaystyle rc.}
L'algoritmo di calcolo della funzione è:
{\displaystyle C(t)=(2/\pi )\arcsin K\cdot \left\{{\frac {\sin \ [2\cdot \pi \cdot DF\cdot (t-tc)]\cdot \cos \ [2\cdot \pi \cdot Fo\cdot (t-tc)]}{[2\cdot \pi \cdot DF\cdot (t-tc)]}}\right\}\ \ \ }
dove {\displaystyle K} è una variabile dipendente dal rapporto tra l'ampiezza del segnale {\displaystyle si} e l'ampiezza del disturbo {\displaystyle ni}:
{\displaystyle K=\left[{\frac {1}{1+(ni/si)^{2}}}\right]\ \ \ }
{\displaystyle DF=(F2-F1)/2}
{\displaystyle Fo=(F1+F2)/2}
con i dati d'esempio:
```
F1 = 300 Hz 
F2 = 12400 Hz
Fondo scala = 800 

  

    

      

        
μ

        
s

      

    

    
{\displaystyle \mu s}

  

 ( 40 

  

    

      

        
μ

        
s

      

    

    
{\displaystyle \mu s}

  

./div)
tc = 400 

  

    

      

        
μ

        
s

      

    

    
{\displaystyle \mu s}

  

.
s/n= + 4 dB 
rc = 0.1 s
fattore di scala y = 1
```

otteniamo il grafico della funzione di correlazione:
Si osservi che l'ampiezza della funzione C, a seguito del rapporto {\displaystyle s/n=+4\ dB} inserito a calcolo, si è ridotta da {\displaystyle 1} a circa {\displaystyle 0.5} e il suo profilo si è modificato da una cuspide ad un andamento tondeggiante, lo spessore della traccia è indicativo della varianza d'uscita dal correlatore.
La curva mostra il massimo di correlazione alla 10ª divisione delle ascisse
corrispondente a {\displaystyle 400\ \mu s}. con {\displaystyle C=+0.5} e profilo secondo {\displaystyle \operatorname {sen} x/x} .
La larghezza del lobo a {\displaystyle -3\ dB} è di {\displaystyle 40\ \mu s}.
L'ampiezza massima dei lobi secondari è di {\displaystyle 0.06}

#### Rilievo sperimentale

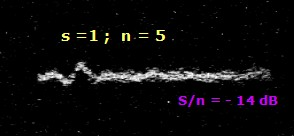
Segnale di un bersaglio scoperto dal sonar con le tecniche di correlazione: per

L'effetto dell'alterazione della funzione di correlazione a causa del rumore sul segnale è mostrato nella fotografia rilevata in laboratorio su di un correlatore digitale per le condizioni:
{\displaystyle S/N=-14\ dB}

### Curva di correlazione digitale con trasformata di Hilbert HC=f(t), in banda F1-F2

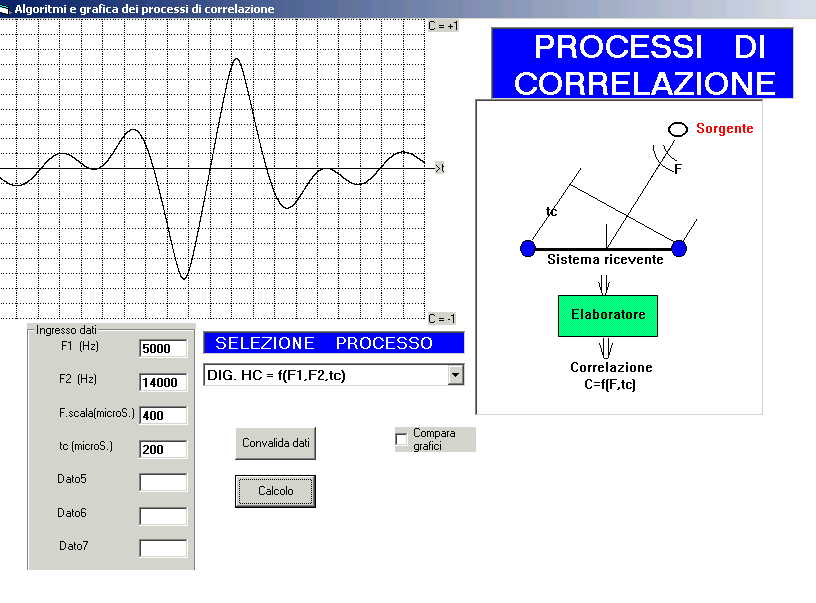
.HC = f(F1,F2,tc); funzione di anticorrelazione digitale in banda F1-F2

Si tratta di correlazione digitale   normalizzata con trasformata di Hilbert {\displaystyle HC=f(t)}, in banda  {\displaystyle F1-F2}  in {\displaystyle Hz}, tra due segnali con ritardo {\displaystyle tc\ in\ \mu s}. tracciata in un reticolo cartesiano con fondo scala delle ascisse pari a F.scala {\displaystyle \ in\ \mu s}.
Questa funzione dipende dal tempo e presenta uno zero dove le altre funzioni presentano il max (trasf. di Hilbert). Lo zero è atteso al tempo {\displaystyle tc.}
{\displaystyle C(t)=(2/\pi )\arcsin K\cdot \left\{{\frac {\sin \ [2\cdot \pi \cdot DF\cdot (t-tc)]\cdot \sin \ [2\cdot \pi \cdot Fo\cdot (t-tc)]}{[2\cdot \pi \cdot DF\cdot (t-tc)]}}\right\}\ \ \ }
{\displaystyle K=\left[{\frac {1}{1+(ni/si)^{2}}}\right]\ \ \ }
{\displaystyle DF=(F2-F1)/2}
{\displaystyle Fo=(F1+F2)/2}
Con i dati d'esempio:
```
F1 = 5000 Hz 
F2 = 14000 Hz
Fondo scala = 

  

    

      

        
400

        
 

        
μ

        
s

      

    

    
{\displaystyle 400\ \mu s}

  

.(

  

    

      

        
20

        
 

        
μ

        
s

      

    

    
{\displaystyle 20\ \mu s}

  

/div.)

  

    

      

        
t

        
c

        
=

        
200

        
 

        
μ

        
s

      

    

    
{\displaystyle tc=200\ \mu s}

  

.

  

    

      

        
k

        
=

        
1

      

    

    
{\displaystyle k=1}

  

.
```

otteniamo il grafico della funzione di anticorrelazione :
La curva mostra il passaggio per lo zero di correlazione alla 10ª divisione delle ascisse
corrispondente a 200 {\displaystyle \mu s}. con {\displaystyle C=0}.
La pendenza attorno all'ascissa {\displaystyle x=200\ \mu s}. è di {\displaystyle 0.035/1\ \mu s}.

## Tracciabilità delle curve

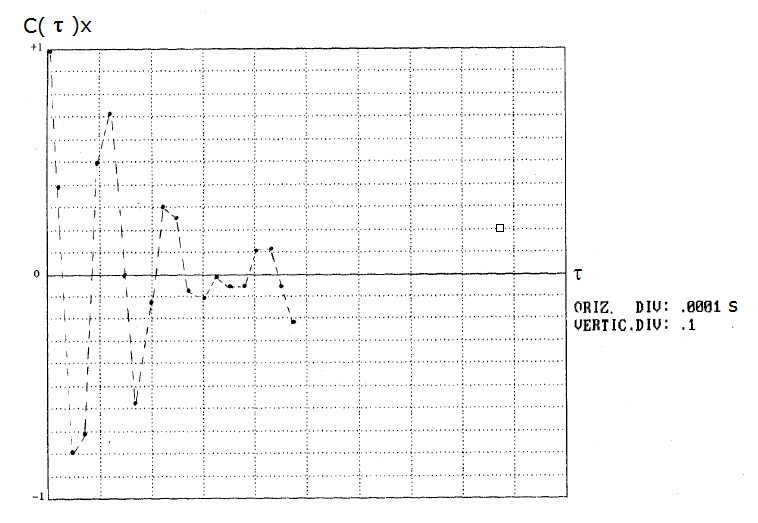
funzione ricavata per punti discreti

Il computo delle funzioni di correlazione e il relativo tracciamento delle curve è stato fatto per via automatica,  per un numero molto elevato di punti di calcolo, in modo da consentire una buona grafica di presentazione.
Se ciascuna delle curve venisse tracciata, punto dopo punto, applicando manualmente gli algoritmi delle funzioni di correlazione il compito sarebbe improbo data la complessità di detti algoritmi; il risultato vedrebbe, come in figura, curve indicate a valori discreti che non fornirebbero le informazioni necessarie per il loro impiego.
Il problema del calcolo e della tracciabilità delle curve, con migliaia di punti di calcolo,  è risolto su Wikiversità con l'impiego di adatto programma di calcolo all'indirizzo Processo di calcolo automatico delle funzioni di correlazione - Wikiversità